# Robert Spiske
Robert Spiske (Breslau, 29 janvier 1821 - Breslau, 5 mars 1888) est un prêtre catholique prussien, fondateur des sœurs de sainte Edwige et reconnu vénérable par l'Église catholique.

## Biographie
Robert Spiske naît le 29 janvier 1821 à Breslau dans le Royaume de Prusse. Il fait ses premières études à l'école de la cathédrale Saint-Jean de sa ville natale, puis au collège des Jésuites de Breslau. Il étudie la philosophie et la théologie à l'Université de Breslau où il obtient son diplôme. Il est ordonné prêtre le 18 juin 1846 par le prince-évêque de Breslau, Melchior Ferdinand Joseph von Diepenbrock. Il travaille pendant un an au séminaire de Breslau puis devient vicaire à l'église Sainte-Marie-sur-le-Sable. Pendant dix-neuf ans, il est curé de l'église sainte Dorothée (pl) (1864-1883) et nommé archiprêtre de la cathédrale et conseiller du vicaire général (1875-1883).
La mission auprès de la jeunesse et le retour de ceux qui sont éloignés de l’Église est au centre de son travail pastoral. Pour la protection des orphelins, il fonde la congrégation des sœurs de sainte Edwige. Grâce à son action envers les pauvres, il est connu à Wrocław comme l'ange de la charité. Spiske décède le 5 mars 1888.
En 1984, les restes de Robert Spiske sont transférés à l'église de la maison-mère des sœurs de sainte Edwige, afin de lancer le procès d'informatif en vue de sa béatification. En 1993, le procès diocésain commence à Wrocław, il est clôturé en 2000 et transmis à la congrégation pour la cause des saints. Le 17 janvier 2009, Il est déclaré vénérable par le pape Benoît XVI.